# بوغدان ليه
بوغدان ليه هو رائد أعمال ونقابي وسياسي بولندي، ولد في 10 نوفمبر 1952 في غدانسك في بولندا. نشط حزبياً في Alliance of Democrats (Poland) ‏ وحزب العمال البولندي الموحد وحركة تضامن. وقد انتخب عضو سيم ‏.